# Бэтмен. Год первый
Year One (позднее переименована в Batman: Year One; рус. Бэтмен: Год Первый) — сюжетная арка комиксов, написанная Фрэнком Миллером и проиллюстрированная Дэвидом Маццукелли. Опубликована издательством DC Comics в 1987 году в серии Batman и состоит из четырёх выпусков (#404—407).
Существует в нескольких изданиях: в твёрдом переплёте, в бумажной обложке (в стандартной редакции с упрощённой раскраской и в делюкс-версии с детально проработанными цветами), а также в составе издания в твёрдом переплёте The Complete Frank Miller Batman. В 2011 году был выпущен одноимённый анимационный фильм, основанный на сюжете комикса.

## Сюжет

### Часть первая: Кто я, кем я стану
25-летний миллиардер Брюс Уэйн возвращается в Готэм-сити. 12 лет он провёл за границей, подготавливая себя к борьбе с преступностью, которой обещал посвятить жизнь, после того как в детстве стал свидетелем убийства своих родителей. В то же самое время в полицейский департамент Готэма на службу поступает лейтенант Джеймс Гордон. Неподкупный Гордон быстро настраивает против себя коррумпированных коллег, в числе которых его напарник детектив Арнольд Фласс и комиссар Джиллиан Лоэб.
Замаскированный Брюс Уэйн во время ночной разведывательной миссии в Ист-Энде встречает малолетнюю проститутку Холли Робинсон. Вступив в драку с её сутенёром, он подвергается нападению нескольких проституток, среди которых домина Селина Кайл. Брюса задерживают двое офицеров полиции, но, несмотря на серьёзные ранения, ему удаётся сбежать. Вернувшись в поместье Уэйнов, он садится в кресло перед бюстом отца и размышляет о неэффективности своих методов борьбы с преступниками. Разбив стекло, в комнату влетает летучая мышь и садится на статую. В ней Брюс находит источник вдохновения и решает создать образ, способный внушать страх его врагам.

### Часть вторая: Война объявлена
4 апреля Лейтенант Гордон отправляется на вызов по взятию заложника. Успешно освободив его, он тренируется в тире, размышляя над тем, как он ненавидит оружие и свою работу. 9 апреля Джима вызывают в отделение полиции на совещание, посвящённое появлению борца с преступностью в маске — Бэтмена. Тем временем Бэтмен останавливает шайку воров, рассуждая, что костюм работает — но его методика всё ещё не совершенна.
15 мая, очередное собрание в полицейском участке, посвящённое проблеме Бэтмена. Свидетель его нападения, Фласс, рассказывает свою версию событий, хотя рисунок показывает истинную версию. Его поднимают на смех. 19 мая Бэтмен врывается на званый вечер Готэмской преступности, и заявляет, что их безраздельная власть над городом подходит к концу. На следующий день комиссар Лоэб отчитывает Гордона за отсутствие успехов в деле Бэтмена. 2 июня проводится очередная попытка поймать Бэтмена, устроив засаду — разыграв ограбление. 5 июня Бэтмен связывает Кармайна Фальконе и скидывает его Роллс-Ройс в реку. Следующим же днём Джим Гордон приходит к Харви Денту, и заявляет, что он в списке подозреваемых на роль Бэтмена. Однако тот лишь работает с Дентом, в тот самый момент скрываясь у него за окном. По дороге, обратно в участок, Гордон с помощницей сталкиваются с Бэтменом. Полиция загоняет Бэтмена в пустующее здание неподалёку, ранив его в ногу. Бэтмен пытается выйти на крышу, однако подоспевший вертолёт спецназа скидывает по приказу комиссара Лоэба бомбу на здание.

### Часть третья: Чёрный рассвет
Бэтмен падает с обрушенной лестницы. Огонь зажигает термит в его поясе, и он откидывает его прочь, благо у него всё ещё имеется пара устройств в плаще, перчатках и сапогах. Тем временем живущая неподалёку Селина Кайл просыпается и видит Холли у окна, наблюдающей за взрывом. Полицейский спецназ готовится к штурму здания, частично обрушенного после взрыва. Они находят люк от подвала с открытым замком, в котором, предположительно, скрылся Бэтмен. Однако это оказывается ловушкой, Бэтмен выскакивает из дымохода и закрывает часть спецназа, а часть обезвреживает на месте. Оказалось также, что кроме Бэтмена уцелел лишь сиамский кот. Спрятавшись под остатками лестницы вместе с котом, он перевязывает свои раны, планируя побег.
Когда спецназ врывается, кот выскакивает из тени, отвлекая на себя часть внимания. Тем временем Бэтмен включает у себя в сапоге ультразвуковое устройство, зовущее всех летучих мышей из его пещеры к зданию. Однако ему нужно выиграть ещё времени. Попытавшись вырубить пару спецназовцев из духовой трубки, он вызывает огонь на себя. Вместе с котом они бегут под градом пуль. Выбрасывая кота в окно, Бэтмен получает ещё одно ранение — в руку. Кот, меж тем, находит свою дорогу в руки к Селине, которая вместе с Холли стоит в толпе зевак. Бэтмен обрушивает колонну на спецназ, пробивает одним из них стену — тем, что стрелял по кошке — и тут прилетают летучие мыши, под покровом которых ему и удаётся сбежать.
Четырьмя днями спустя лейтенант Гордон вместе со своей помощницей обсуждают происшествие и тот факт, что Брюс Уэйн подходит на роль Бэтмена, но у него Алиби, и он вообще за границей. Лейтенант понимает, что начинает что-то чувствовать к своей помощнице и пытается с этим бороться. А тем временем Брюс катается на лыжах по склону горы, размышляя о том, что ему нужна помощь. Ему нужно переманить Гордона на свою сторону. 19 июня Селина вместе с Холли покидает бордель. А Джим Гордон целуется со своей помощницей. 7 августа Селина впервые надевает костюм Женщины-Кошки. А Гордон сидит на краю кровати, где спит его жена, и рассуждает о жизни, своих поступках, Бэтмене и о тяжести пистолета в его руках.

### Часть четвёртая: Друг в беде
Наступил сентябрь. Роман лейтенанта Гордона с его помощницей Сарой в самом разгаре. Тем временем полиция задержала Джефферсона Скиверса, известного наркоторговца, но была вынуждена отпустить его под залог по решению судьи. Однако до него добирается Бэтмен, и угрожая ему пытками, заставляет выложить компромат на сержанта Фласса. Комиссар, недовольный этим, шантажирует Гордона фотографиями с Сарой, говоря, что покажет эти фотографии его жене, если он не замнёт дело Фласса.
25 сентября Гордон с женой Барбарой приезжает в поместье Уэйнов, чтобы окончательно проверить, является ли тот Бэтменом. Брюс же разыгрывает роль плейбоя, сидя в халате с девушкой, чьего языка он не знает, распивая шампанское утром. И у него железное алиби на каждый из случаев появления Бэтмена. Однако жена Гордона говорит, кто бы ни носил маску Бэтмена, он должен весьма искусно хранить свои секреты. В этот момент Джим решает рассказать своей жене правду о своей измене, после чего спокойно начинает расследование против Фласса. Однако Скииверса отравляют и он попадает в больницу, после чего дело временно отходит в сторону. Жена Гордона рожает мальчика.
Ночью 2 ноября Бэтмен надеется подслушать разговор Фальконе с его племянником о том, что кого-то нужно заставить замолчать. Однако внезапно Женщина-Кошка вмешивается, ударив когтями Фальконе. Бэтмену приходится вмешаться, чтобы её не застрелили. На следующий день, однако, Фальконе приказывает племяннику похитить жену и ребёнка Гордона, выманив того из дома. Однако в дело вмешивается Брюс Уэйн (который не может остаться в стороне, однако не имея возможности одеться, как Бэтмен), и все проходит положительно. Все спасены.
В качестве эпилога показывают признание Фласса, который решил всех потянуть за собой (а компромат у него был). И комиссар Лоэб и даже мэр оказались вовлечены. Гордона повысили до капитана, он начал работать с Бэтменом. В конце Гордон сообщает о появлении Джокера в городе — фактически, первого и самого главного врага Бэтмена.

## Критика
Сайт IGN поместил Batman: Year One на вершину списка из 25 лучших графических романов о Бэтмене, заявив, что «ни одна другая книга ни до, ни после Year One не показала настолько реалистичными, мужественными и человечными Гордона и Бэтмена». Главный редактор сайта Хилари Голдстейн в своей рецензии добавил: «Это не только один из самых важных комиксов среди когда-либо написанных, но также и один из лучших».

## Экранизации

### Анимационный фильм
В 2011 году было объявлено о начале работы над анимационным фильмом «Бэтмен: Год первый»  по мотивам комикса Batman: Year One. Фильм вошёл в серию DC Universe Animated Original Movies. Режиссурой совместно занимались Лорен Монтгомери и Сэм Лью, продюсировал проект Брюс Тимм. В озвучивании персонажей участвовали следующие актёры: Бенджамин Маккензи — Брюс Уэйн/Бэтмен, Брайан Кренстон — Джеймс Гордон, Элайза Душку — Селина Кайл/Женщина-кошка, Кэти Сакхофф — Сара Эссен, Грей ДеЛайл — Барбара Гордон, Джон Полито — комиссар Лоэб, Алекс Рокко — Кармайн «Римлянин» Фальконе. Премьера фильма состоялась на выставке Comic-Con одновременно с релизом на DVD и Blu-ray в октябре 2011 года.

### Нереализованный кинофильм
Фильм под названием «Бэтмен: Год первый» (Batman: Year One), основанный на комиксе Batman: Year One, должен был выйти в прокат в 2000 году.
Несмотря на интерес к Джоэлу Шумахеру (режиссёру фильмов «Бэтмен навсегда» (1995) и «Бэтмен и Робин» (1997)), Даррен Аронофски был нанят для прямого и совместного вместе с Фрэнком Миллером написания сценария. Фильм должен был стать приквелом фильма «Бэтмен» 1989 года, сюжет которого рассказывал бы о путешествиях Брюса Уэйна версии 1989 года по миру до того, как он вернулся в Готэм и стал Бэтменом.
В итоге проект так и не был реализован.

## Влияние на другие адаптации

### Бэтмен: Маска Фантазма
Создатели анимационного фильма «Бэтмен: Маска Фантазма» Брюс Тимм, Пол Дини и Алан Бернетт основывались на некоторых аспектах Batman: Year One в работе над флешбэк-сценами:
- Драка молодого и неопытного Брюса Уэйна с уличными бандитами, в которой он выявляет свои слабые стороны.
- Сцена, в которой Бэтмен загнан в ловушку командой SWAT, схожа с эпизодом из графического романа (обстрел заброшенного дома в третьем выпуске).

### «Бэтмен: Начало» и «Тёмный рыцарь»
Сюжет фильма «Бэтмен: Начало» и его сиквела «Тёмный рыцарь» непосредственно адаптирует несколько элементов из графического романа Миллера:
- Большинство персонажей, таких как комиссар Лоэб, детектив Фласс и Кармайн Фальконе, присутствует в фильме «Бэтмен: Начало».
- Сцена с Брюсом Уэйном, вернувшемуся после многолетних тренировок за рубежом, на борту самолёта отсылает к первой странице комикса.
- «Уличный наряд» Кристиана Бейла имитирует одежду, в которой Брюс прогуливался по Нижнему Ист-Энду в первом выпуске Year One.
- Ближе к финалу фильма Бэтмен использует ультразвуковой передатчик, на сигнал которого слетаются летучие мыши из пещеры. Подобная сцена присутствует в третьем выпуске.
- Заключительная сцена беседы Бэтмена с Гордоном на крыше здания полиции отсылает к последним кадрам графического романа. И в комиксе, и в фильме Гордон сообщает о приходе новой угрозы, которой оказывается Джокер.
- Сцена в «Тёмном рыцаре», в которой Двуликий угрожает оружием семье Гордона, имеет аналог в четвёртом выпуске Year One: люди Фальконе держат Барбару Гордон с сыном в заложниках на мосту.